# Seznam estonskih politikov
Seznam estonskih politikov.

## A
- Hendrik Allik (1901-1989)
- Jaak Allik (1946)
- Arto Aas (1980)
- Taavi Aas (1966)
- Jaak Aaviksoo (1954)
- Raivo Aeg (1962)
- Friedrich Akel (1871-1941)
- Annely Akkermann (1972)
- Ado Anderkopp (1894-1941)
- Lembit Annus (1941-2018)
- Aleksander Ansberg (1909-75)
- Andrus Ansip (1956)
- Andres Anvelt (1969)
- Jaan Anvelt (1884-1937)

## B
- Karl August Baars (1875-1942)
- Ado Birk (1883-1942)

## E
- Kaarel Eenpalu (1888-1942)
- Johan Eichfeld (1893-1989)
- Hillar Eller (1939-2010)
- Ene Ergma (1944)
- Ants Erm (1953)

## G
- Magnus Gabriel De la Gardie (1622-1686)
- Igor Gräzin (1952)

## H
- Mart Helme (1949)
- Martin Helme (1976)
- Johan Holberg (1893-1978)
- Jaan Hünerson (1882-1942)
- Jakob Hurt (1839-1907)

## I
- Toomas Hendrik Ilves (1953)

## J
- Jüri Jaakson (1870-1942)
- Ernst Jaakson (1905-1998)
- August Jakobson (1904-1963)
- Carl Robert Jakobson (1841-1882)
- Nikolaj Janson? (1882-1938)
- Aleksander Jõeäär (1890-1959)
- Sergei Jürgens
- August Jürima (1887-1942)

## K
- Johannes Käbin (1905-1999)
- Tõnis Kalbus (1880-1942)
- Kersti Kaljulaid (1969)
- Kaja Kallas (1977)
- Siim Kallas (1948)
- Alar Karis (1958)
- Nikolai Karotamm (1901-1969)
- Juhan Kartau (1883-1964)
- Mari-Ann Kelam (1946)
- Tunne Kelam (1936)
- Kert Kingo (1968)
- Sirje Kingsepp (1969)
- Eduard Kink (1895-1942)
- Tõnis Kint (1896-1991)
- Valter Klauson (1914-1988)
- August Koern (1900-1989)
- Paul Kogerman (1891–1951)
- Konstantin Konik (1873-1936)
- Nikolai Köstner (1889-1959)
- Eerik-Niiles Kross (1967)
- Hans Kruus (1891-1976)
- Hando Kruuv (1937)
- Juhan Kukk (1885-1942)

## L
- Lauri Laanemets (1983)
- Mart Laar (1960)
- Rein Lang (1957)
- Andres Larka (1879-1942)
- Jaan Lattik (1878-1967)
- Johannes Lauristin (1899-1941)
- Marju Lauristin (1940)
- Olga Lauristin (1903-2005)
- Endel Lippmaa (1930-2015)
- Mihhail Lotman (1952)
- Aadu Luukas (1939-2006)

## M
- Ahti Mänd (1958)
- Jaan Manitski (1942)
- Heirich Mark (1911-2004)
- Hans Martna (1890-1941)
- Mihkel Martna (1860-1934)
- Alfred Maurer (1888-1954)
- Lennart Meri (1929-2006)
- Kirsten Michal (1975)
- Margo Miljand (1970)
- Aleksei Müürisepp (1902-1970)

## N
- Ülo Nugis (1944-2011)

## O
- Aleksander Oinas (1887-1942)
- Lui Olesk (1876-1932)
- Peeter Olesk (1953)
- Lembit Öpik (1965)
- Alma Ostra-Oinas (1886-1960)
- Kalev Ots (1949)

## P
- Eduard Päll (1903-1989)
- Tõnis Palts (1953)
- Juhan Parts (1966)
- Konstantin Päts (1874-1956)
- Enno Penno (1930-2016)
- Ferdinand Petersen (1887-1979)
- Hanno Pevkur (1977)
- Ants (Hans) Piip (1884-1942)
- Jaan Piiskar (1883-1941)
- Hans Pöhl (1876-1930)
- Peeter Põld (1878-1930)
- Theodor Pool (1890-1942)
- Henn Põlluaas (1960)
- Jaan Poska (1866-1920)
- Mihkel Pung (1876-1941)

## R
- Hugo Raudsepp (1883-1942)
- Jaan Raamot (1873-1927)
- Hugo Bernhard Rahamägi (1886-1941)
- Jüri Ratas (1978)
- Heiki Raudla (1949)
- Hain Rebas (1943)
- August Rei (1886-1963)
- Villem Reiman (1861-1917)
- Mailis Reps (1975)
- Taavi Rõivas (1979)
- (Alfred Rosenberg 1893-1946)
- Paul-Eerik Rummo (1942)
- Neeme Ruus (1911-1942)
- Arnold Rüütel (1928-2024)

## S
- Karl Säre (1903-1943?)
- Bruno Saul (1932-2022)
- Edgar Savisaar (1950-2022)
- Oskar Sepre (1900-1965)
- Mart Siimann (1946)
- Johannes Sikkar (1897-1960)
- Enn-Arno Sillari (1944)
- Kadri Simson (1977)
- Otto Strandman (1875-1941)

## T
- Rein Taagepera (1933)
- Olari Taal (1953)
- Andres Tarand (1940)
- Enn Tarto (1938-2021)
- Jaan Teemant (1872-1941)
- Otto Tief (1889-1976)
- Jaan (Joran) Tõnisson (1868-1941)
- Toomas Tõniste (1967)
- Indrek Toome (1943-2023)
- Tiit Toomsalu (1949)
- August Torma (1895-1971)
- Peeter Tulviste (1945-2017)

## U
- Jüri Uluots (1890-1945)
- Maksim Unt (1898-1941)

## V
- Artur Vader (1920-78)
- Tiit Vähi (1947)
- Karl Vaino (1923-2022)
- Jaak Valge (1955)
- Vaino Väljas (1931-2024)
- Meta Vannas (1924-2002)
- Johannes Vares (1889/90-1946)
- Arnold Veimer (1903-1977)
- Taavi Veskimägi (1974)
- Jüri Vilms (1889-1918)
- Ülo Vooglaid (1935)

## W
- Aleksander Warma (1890-1970)